# La Croupte
La Croupte (Ausspracheⓘ) ist eine ehemalige französische Gemeinde mit 134 Einwohnern (Stand: 1. Januar 2013), den Crouptois, im Département Calvados in der Region Normandie.
Am 1. Januar 2016 wurde La Croupte im Zuge einer Gebietsreform zusammen mit 21 benachbarten Gemeinden als Ortsteil in die neue Gemeinde Livarot-Pays-d’Auge eingegliedert.

## Geografie
La Croupte liegt im Pays d’Auge. Rund 15 Kilometer nördlich des Ortes befindet sich Lisieux. Westlich La Crouptes fließt die Touques.

## Bevölkerungsentwicklung
| Jahr                             | 1793 | 1836 | 1876 | 1926 | 1946 | 1975 | 1990 | 2013 |
| Einwohner                        | 395  | 291  | 148  | 95   | 68   | 76   | 77   | 134  |
| Quelle: Cassini, EHESS und INSEE |      |      |      |      |      |      |      |      |

## Sehenswürdigkeiten
- Kirche Saint-Martin aus dem 15. Jahrhundert, seit 1986 Monument historique[3]